# Fernando Kreling
Fernando Gil Kreling (Caxias do Sul, 13 de janeiro de 1996), mais conhecido como Cachopa, é um voleibolista brasileiro atuante na posição de levantador, com marca de alcance de 319 cm no ataque e 301 cm no bloqueio, conquistou  títulos nas categorias de base da seleção brasileira, disputou três edições de Campeonato Mundial na categoria Sub-23, nos anos de 2013, 2015 e 2017; sagrou-se medalhista de ouro na Copa Pan-Americana de 2015 nos Estados Unidos.Em clubes é tetracampeão do Campeonato Sul-Americano de Clubes nos anos de 2015, 2016, 2017 e 2018, e bicampeão do Campeonato Mundial de Clubes  nos anos de 2015 e2016, e nesta competição possui a medalha de bronze na edição de 2017.

## Carreira
Em sua terra natal ocorre sua trajetória de voleibolista, quando ingressou nas categorias de base da APAAVôlei/Marcopolo/UCS aos 10 anos e visou a carreira profissional a partir de 2008, e ganhou o apelido de Cachopa, pelo estilo de cabelo  que associaram ao formato de uma colmeia de abelha, também chamada de cachopa.
É irmão do também levantador  Felipe Gil Kreling, em que se espelhou para ingressar na modalidade e em 2011 foi convocado pelo técnico Percy Oncken para categoria de base da Seleção Brasileira, quando disputou a primeira edição do Campeonato Sul-Americano Infantil sediado em Guayaquil, Equador, sendo capitão do grupo sagrando-se medalhista de ouro e também premiado como melhor levantador na edição.
Convocado para Seleção Gaúcha e conquistou o vice-campeonato na edição do Campeonato Brasileiro de Seleções Estaduais de 2012, primeira divisão, na categoria infantojuvenil, sediado em São Caetano do Sul, neste mesmo ano representou a APAAVOLEI/UCS/Prefeitura de Caxias do Sul na conquista dos Jogos Abertos de Caxias do Sul, sob o comando do técnico Giovani Brisotto, conquistou também o título da Copa Rio Grande Sul Infantojuvenil cuja fase final deu-se em Porto Alegre.
Novamente foi convocado pelo técnico Percy Oncken na temporada de 2012,  para compor o elenco infantojuvenil da Seleção Brasileira, disputou amistosos com equipes internacionais, e fez parte do elenco que competiu na edição do Campeonato Sul-Americano Infantojuvenil de 2012, este sediado em Santiago, Chile, e conquistou a medalha de ouro, e novamente premiado como o melhor levantador.
Também representou o Colégio Madre Imilda nos anos de 2012 e 2013 nas edições dos Jogos Escolares Professor Luiz César dos Santos, antes já havia conquistando dois títulos em categorias do torneio, sendo premiado no ano de 2012 na categoria voleibol juvenil masculino, quando ficou em terceiro lugar, na edição de 2013 acendeu a pira olímpica e sob o comando da professora Rosmari Moschen conquistou mais um título.
Pela Seleção Brasileira na categoria infantojuvenil, em preparação para o Campeonato Mundial,  disputou a Superliga Brasileira B 2013 e não avançou a fase final nesta edição; em seguida competiu no Campeonato Mundial Infantojuvenil de 2013 realizado nas cidades mexicanas de Tijuana e Mexicali e disputou esta edição vestindo a camisa #14, ocasião que o Brasil não avançou as finais, terminando na quinta colocação, mas figurou nas estatísticas como o quarto entre os melhores levantadores, e mais tarde recebeu  convocado para Seleção Brasileira, desta vez na categoria sub-23, para os treinamentos em preparação ao primeiro Campeonato Mundial de 2013 realizado em Uberlândia, Brasil, quando vestiu a camisa #2 e conquistou a medalha de ouro.
No ano de 2014 foi convocado para integrar a Seleção Brasileira para os treinamentos da seleção juvenil e disputou a edição do Campeonato Sul-Americano Juvenil na cidade de Saquarema, Brasil, ocasião da conquista da medalha de ouro, sendo eleito o melhor levantador da competição; também foi convocado para a Seleção Brasileira para disputar a primeira edição do Campeonato Sul-Americano Sub-22, mais tarde chamaria Sub-23, realizado na cidade Saquarema ocasião da conquista da medalha de ouro. A partir de 2014 integrou as categorias de base do Sada Cruzeiro Vôlei e conquistando o vice-campeonato da Taça Paraná de 2014, categoria juvenil, embora ele e os demais do elenco  na faixa infantojuvenil, e foi premiado como o melhor levantador e o melhor jogador da edição, também conquistou os títulos do Campeonato Metropolitano Infantojuvenil (Assessoria Regional 6), do Metropolitano Juvenil (Assessoria Regional 6), Copa Minas Infantojuvenil e o Campeonato Mineiro Infantojuvenil.
Ainda em 2014 foi convocado para um período de treinamento com a Seleção Brasileira principal. Disputou a edição da Superliga B 2014 pelo clube que utilizou a alcunha Sada/Funec/Contagem, composto pelas categorias de base infantojuvenil e juvenil, mesmo assim competindo com elencos adultos fizeram a melhor campanha da primeira fase, por decisão do STJD a equipe foi impedida de disputar o terceiro jogo da fase semifinal por escalação irregular de atletas, sendo desclassificada, finalizando na terceira posição; também com elenco adulto  disputou a edição de Superliga Brasileira A, correspondente a temporada 2014-15e obteve o seu primeiro nacional.
No final da jornada 2014-15 disputou pelo Sada Cruzeiro na edição do Campeonato Sul-Americano de Clubes em 2015, este sediado em San Juan, na Argentina, ocasião da conquista a medalha de prata, com elenco profissional do Sada Cruzeiro  disputou a edição do Campeonato Mundial de Clubes  de 2015, sediado em Betim, vestindo a camisa #14 obtendo a inédita medalha de ouro em sua carreira.
No ano de 2015 recebeu convocação para Seleção Brasileira em preparação para o Campeonato Mundial Juvenil no México, na sequência disputou  a edição da Copa Pan-Americana Sub-21 em Gatineau, no Canadá, vestindo a camisa#14 conquistando a medalha de ouro.
Representou na sequência o selecionado brasileiro no Campeonato Mundial Juvenil  de 2015 em Tijuana e Mexicali, cidades mexicanas, também vestindo a camisa#14 e novamente assumiu a função de capitão de um elenco brasileiro e alcançou a quarta posição final e figurou na quinta posição entre os melhores levantadores do torneio.
Ainda na temporada de 2015 foi convocado para Seleção Brasileira Sub-23 para disputar  edição do Campeonato Mundial Sub-23 de 2015 em Dubai, nos Emirados Árabes Unidos, vestindo a camisa #7 encerrou na quinta colocação e nesta jornada conquistou pela Seleção Brasileira de Novos a medalha de ouro na Copa Pan-Americana em Reno.
Nas competições do período de 2015-16 permanece no Sada Cruzeiro Vôlei e disputou a edição do Campeonato Mineiro de 2015, adiante disputou a primeira edição da Supercopa Brasileira em 2015, realizada em Itapetininga, conquistando o título e conquistou o título da Superliga Brasileira A 2015-16, registrando oito pontos, destes foram 4 de ataques, 1 de bloqueios e 3 de saques e ainda alcançou o título da Copa Brasil de 2016, evento sediado em Campinas.
No ano de 2016 sagrou-se campeão na edição do Campeonato Sul-Americano de Clubes, sediado em Taubaté, disputando outra edição do Campeonato Mundial de Clubes e vestindo a camisa #14 obtendo o bicampeonato mundial.
Recebeu convocação em 2016 para Seleção Brasileira para disputar o Campeonato Sul-Americano Sub-23 na cidade colombiana de Cartagena das Índias, conquistando a medalha de ouro de forma invicta e integrou a seleção do campeonato como melhor levantador.
Renovou para as competições do período de 2016-17 com o Sada Cruzeiro, sagrando-se bicampeão do Campeonato Mineiro de 2016 e foi bicampeão também da Supercopa Brasileira de 2016; disputou também na edição da correspondente Superliga Brasileira A, obtendo o tricampeonato consecutivo nacional.
Disputou a edição da Copa Brasil  de 2017 realizada em Campinas, ocasião que avançou as semifinais e time sofreu eliminação, também sagrou-se tricampeão da edição do Campeonato Sul-Americano de Clubes de 2017, sediado em Montes Claros, fazendo parte da seleção do campeonato na condição de segundo melhor ponteiro.
O técnico Giovane Gávio o convocou para disputar a edição do Campeonato Mundial Sub-23 em Cairo, no Egito, integrando o elenco que se preparava para o Desafio Internacional Brasil- Argentina, na cidade de Videira, e venceu os dois amistosos integrantes do referido desafio; vestindo a camisa #14 e capitaneando a equipe, sendo a terceira edição que disputa deste campeonato, alcançou as semifinais e finalizou na quarta colocação.
Em mais uma temporada pelo Sada Cruzeiro disputou as competições do período 2017-18, na pré-temporada disputou aa edição do Desafio Sul-Americano de Vôlei na San Juan (Argentina) conquistando o título, também alcançando o tricampeonato do Campeonato Mineiro de 2017 e o tricampeonato também na edição da Supercopa de 2017 e conquistou nesta mesma temporada o bicampeonato da Copa Brasil de 2018 em São Paulo e neste mesmo ano sagrou-se tetracampeão na edição do Campeonato Sul-Americano de Clubes novamente sediada em Montes Claros. E venceu a primeira partida da final da Superliga Brasileira A 2017-18. e ao vencer a segunda partida dos playoffs da fase final sagrou-se tetracampeão nacional de forma consecutiva.
Renovou com o Sada Cruzeiro por mais uma temporada e conquistou o título do Campeonato Mineiro de 2018, e foi eleito o melhor jogador do campeonato, na sequência conquistou o vice-campeonato da Supercopa Brasileira de 2018 realizada em Belo Horizonte.

## Títulos e resultados
- Jogos Olímpicos de Verão:2020
- Superliga Brasileira-Série A: 2014-15,[41] 2015-16,[60] 2016-17,[74] 2017-18[92] e 2021-22
- Supercopa Brasileira de Voleibol:2015,[59] 2016,[70] 2017[88] e 2021
- Supercopa Brasileira de Voleibol:2018[95] e 2019
- Copa Brasil:2016[62] e 2018,[89] 2019, 2020 e 2021
- Copa Brasil:2017
- Copa Brasil:2022
- Superliga Brasileira B:2014[40]
- Campeonato Mineiro: 2015,[58] 2016,[69] 2017,[87] 2018,[94] 2019, 2020 e 2021
- Campeonato Mundial Sub-23[84]
- Campeonato Mundial Juvenil:2015[52]
- Taça Paraná Juvenil:2014[34]
- Campeonato Mineiro Infantojuvenil:2014[35]
- Campeonato Metropolitano Juvenil:2014[36]
- Campeonato Metropolitano Infantojuvenil:2014[35]
- Copa Minas Infantojuvenil:2014[37]
- Campeonato Brasileiro de Seleções Infantojuvenil (Primeira Divisão):2012[8]
- Jogos Abertos de Caxias do Sul:2012[9]
- Copa Rio Grande do Sul Infantojuvenil:2012[11]

## Premiações individuais
- Melhor Levantador do Campeonato Sul-Americano de Clubes de 2022
- Melhor Levantador do Campeonato Mundial de Clubes de 2021
- MVP do Campeonato Sul-Americano de Clubes de 2020
- Melhor Levantador do Campeonato Sul-Americano Sub-23 de 2016[68]
- MVP da Taça Paraná Juvenil de 2014[34]
- Melhor Levantador da Taça Paraná Juvenil de 2014[34]
- Melhor Levantador do Campeonato Sul-Americano Juvenil de 2014[30]
- Melhor Levantador do Campeonato Sul-Americano Infantil de 2012[14]
- Melhor Levantador do Campeonato Sul-Americano Infantil de 2011[7]